# Сысертскит
Сысертски́т или ири́дистый о́смий — минерал группы осмистого иридия. Назван по месту его первого нахождения на Урале, в Сысертском районе Свердловской области. Из-за своей огромной плотности сысертскит с невьянскитом являются самыми тяжёлыми минералами на планете, по аналогии с самыми плотными металлами — осмием и иридием.

## Химические и физические свойства
Содержание осмия преобладает над содержанием иридия. Нередко в значительных количествах присутствует рутений, замещающий осмий.
Сысертскит наблюдался в виде шестиугольных пластинчатых кристаллов, окатанных пластинок, обломков (при промывке платиноносных россыпей). Часто встречается совместно с невьянскитом как в россыпных, так и в коренных месторождениях платины.
Цвет сысертскита от стально-серого до тёмно-серого. Блеск металлический, тусклый. Отражательная способность ниже, чем невьянскита. От невьянскита отличается лишь по более тёмной окраске.
При сильном прокаливании в окислительном пламени становится чёрным и выделяет пары осмиевого ангидрида (OsO4) с резким неприятным запахом. При сплавлении с селитрой образуется зелёная масса; при кипячении в воде этот сплав выделяет чёрный порошок иридия. По отношению к кислотам невьянскит чрезвычайно устойчив.